# Serranía de Chiquitos
La serranía de Chiquitos es un grupo de montañas en la zona este de Bolivia, específicamente en el departamento de Santa Cruz, donde las montañas están orientadas en dirección noroeste-sureste.
La serranía se encuentra conectada con el denominado escudo brasileño. Su punto de máxima altitud es el cerro Chochís con 1230 m. La serranía de Chiquitos está formada por varias serranías, entre las que se cuenta la serranía de Santiago, Bella Roca (1180 m), las lomas de San Carlos (684 m) y la serranía San Diablo (795 m), Lucma (944 m), Sunsas (945 m) entre otras. Todas ellas poseen depósitos minerales de hierro, oro, níquel, plata, mica, caolín, y cristales de cuarzo. Además en la zona se explotan yacimientos de tierras raras.